# Edward John Eyre

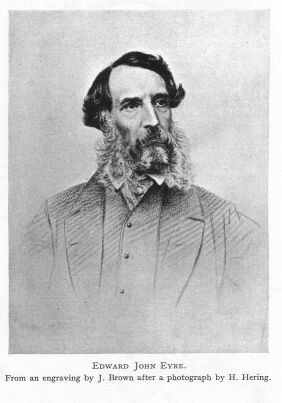
Edward John Eyre

Edward John Eyre (ur. 5 sierpnia 1815 w Whipsnade, Bedfordshire, zm. 30 listopada 1901 w Tavistock, Devon) – angielski odkrywca, badacz ziem australijskich.
W 1839 wyruszając z Adelaide przeszedł południową część Australii z zachodu na wschód (z towarzyszącym mu Aborygenem Wylie). Najpierw zbadał Zatokę Spencera, odkrył Góry Flindersa, jeziora wewnątrz kraju – Eyre, Torrens i inne, docierając do dorzecza Murray.
W latach 1840–1841 razem z Wylie jako pierwszy Europejczyk przeszedł linię brzegową Wielkiej Zatoki Australijskiej i niziny Nullarbor. Także tym razem wyruszył z Adelaide i dotarł aż do dzisiejszego Albany na 117,5°E. Było to pierwsze przejście białego człowieka przez pustynne obszary południa Australii.
W latach 1862–1866 pełnił funkcję gubernatora Jamajki.
Zobacz też: jezioro Eyre, Półwysep Eyrego.